# Rhynchosporium
Rhynchosporium és un gènere de fongs ascomicots de l'ordre dels helotials (Helotiales) que causa la malaltia de l'escaldada de la fulla en diverses plantes gramínies.

## Taxonomia
Conté, actualment, cinc espècies acceptades:
- Rhynchosporium secalis del sègol i triticale
- Rhynchosporium orthosporum de Dactylis glomerata
- Rhynchosporium lolii de Lolium multiflorum i Lolium perenne
- Rhynchosporium agropyri de Agropyron
- Rhynchosporium commune del gènere Hordeum spp., Lolium multiflorum i Bromus diandrus. R. commune és un dels fitopatògens més destructius en l'ordi a tot el món i causa baixades de rendiment de fins al 40% a més de reduir la qualitat del gra.